# Olifant in de kamer
De olifant in de kamer (van het Engelse the elephant in the room) is een metafoor waarmee een duidelijk aanwezig probleem wordt aangegeven, dat echter opzettelijk wordt genegeerd door de aanwezigen.
De redenen voor het zwijgen of niet oplossen van het probleem kunnen divers zijn, zoals politieke motieven, persoonlijk winstbejag, status, angst voor persoonlijk nadeel, reputatieschade, onderdrukking, schaamte, een taboe of politieke correctheid.

## Beschrijving
De term verwijst naar een belangrijk onderwerp, een gecompliceerde zaak of een controversieel probleem dat duidelijk bekend is bij de betrokken personen, maar dat wordt genegeerd of niet ter discussie wordt gesteld. De reden hiervoor is dat het een onderwerp betreft dat persoonlijk is of sociaal of politiek gevoelig ligt, controversieel is, maar soms ook gevaarlijk of taboe is. Vaak weten de betrokkenen dat er een groot probleem is dat niet vanzelf zal verdwijnen.